# 澤爾諾韋 (下西羅戈濟區)
46°56′27″N 34°41′7″E / 46.94083°N 34.68528°E
澤爾諾韋（烏克蘭語：Зернове）是位於烏克蘭南部的村莊，由赫爾松州海尼切斯克區的下錫羅霍濟市鎮負責管轄。該村始建於1902年，面積29.3平方公里，海拔高度72米，2001年人口220，人口密度每平方公里7.5人。